# Pierre Jacques Benoit
Pierre Jacques Benoit (Antwerpen, 1782 - Brussel, 1854) was een Belgische tekenaar en schilder.
Hoewel opgeleid als goudsmid koos Benoit op zijn twintigste voor een bestaan als tekenaar, schilder, handelsagent, scheepskapitein en restaurateur van schilderijen. Hij maakte grote reizen en omstreeks 1830 bezocht hij op eigen initiatief de Nederlandse kolonie Suriname. Hij bezocht Paramaribo, maar ook plantages en dorpen van bosnegers en indianen. Hij maakte een groot aantal tekeningen waarop hij probeerde het echte leven van de mensen vast te leggen. 
In 1839 publiceerde hij een boek over zijn ervaringen onder de titel 'Voyage à Surinam' met daar in een honderdtal van zijn tekeningen. Het boek is een journalistiek verslag van het land en zijn bevolkingsgroepen met al hun vreemde gebruiken, voorwerpen, feesten en rituelen. Het wordt beschouwd als een van de mooiste plaatwerken over Suriname met gedetailleerde en informatieve illustraties. Benoit was ook een van de eerste die in zijn beschrijvingen een nadrukkelijk onderscheid maakte tussen stads- en plantageslaven. De oorspronkelijke Franstalige uitgave was in zwart-wit maar er werden ook een paar speciale exemplaren gedrukt met lithografieën in kleur.
in 1843 verscheen een iets ingekorte Nederlandstalige versie waarop een jaar later commentaar werd gegeven door Marten Douwes Teenstra, die ten tijde van het bezoek van Benoit aan Suriname daar woonde en werkte als landbouwadviseur en inspecteur van openbare werken. In zijn korte commentaar corrigeert hij Benoit op details (het aantal plantages zou niet precies kloppen en Benoit vergiste zich in het jaartal van een verwoestende brand), maar is ook weer lovend over het werk. In 2015 verscheen een gecombineerde herdruk van de Nederlandse uitgave en het commentaar van Teenstra.
In 1967 werd in opdracht van Suralco (de Surinaamse Aluminium Company) een replica van het boek gemaakt.

## Enkele van de illustraties

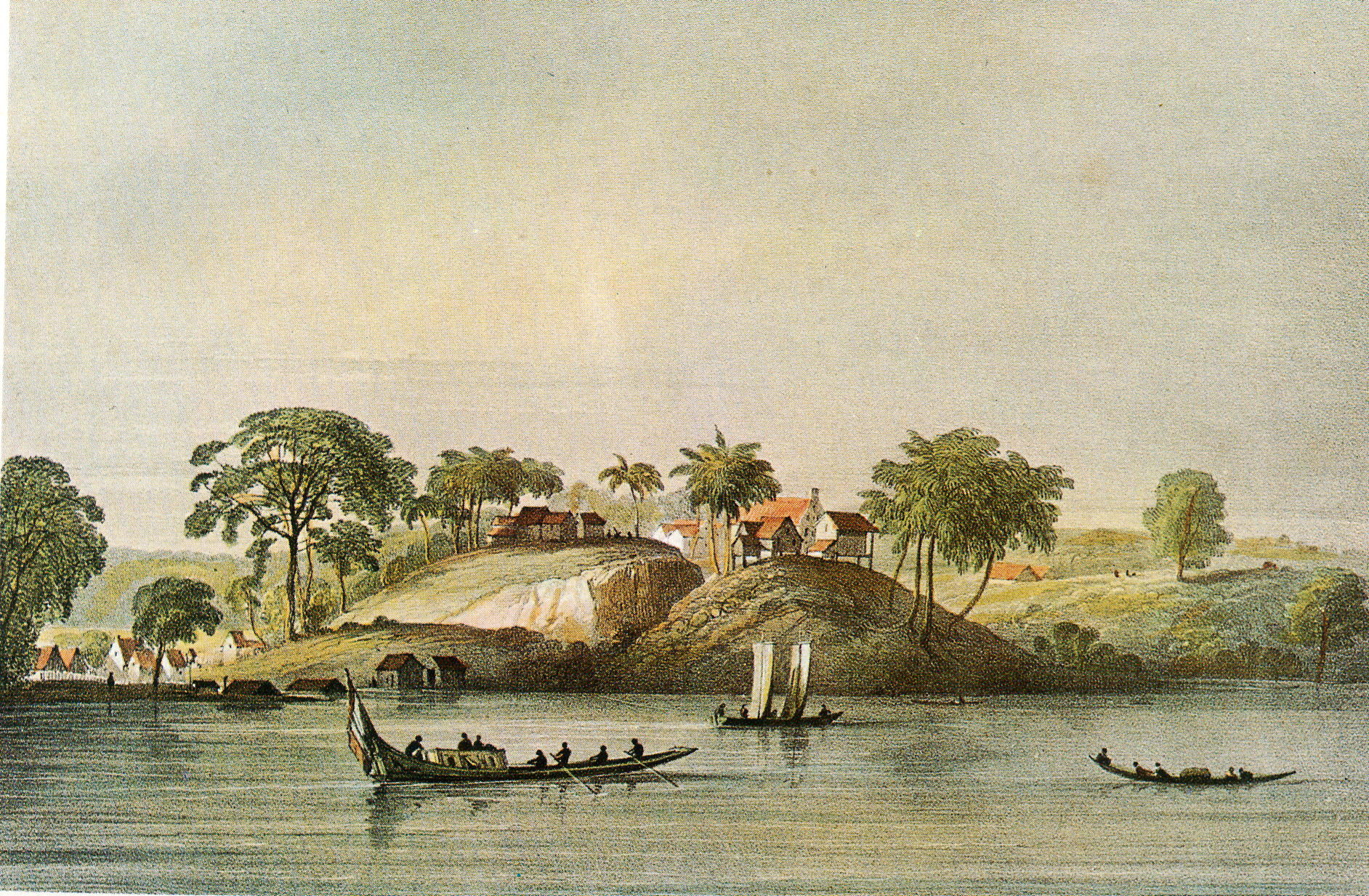
Gezicht op Jodensavanne vanaf de Surinamerivier
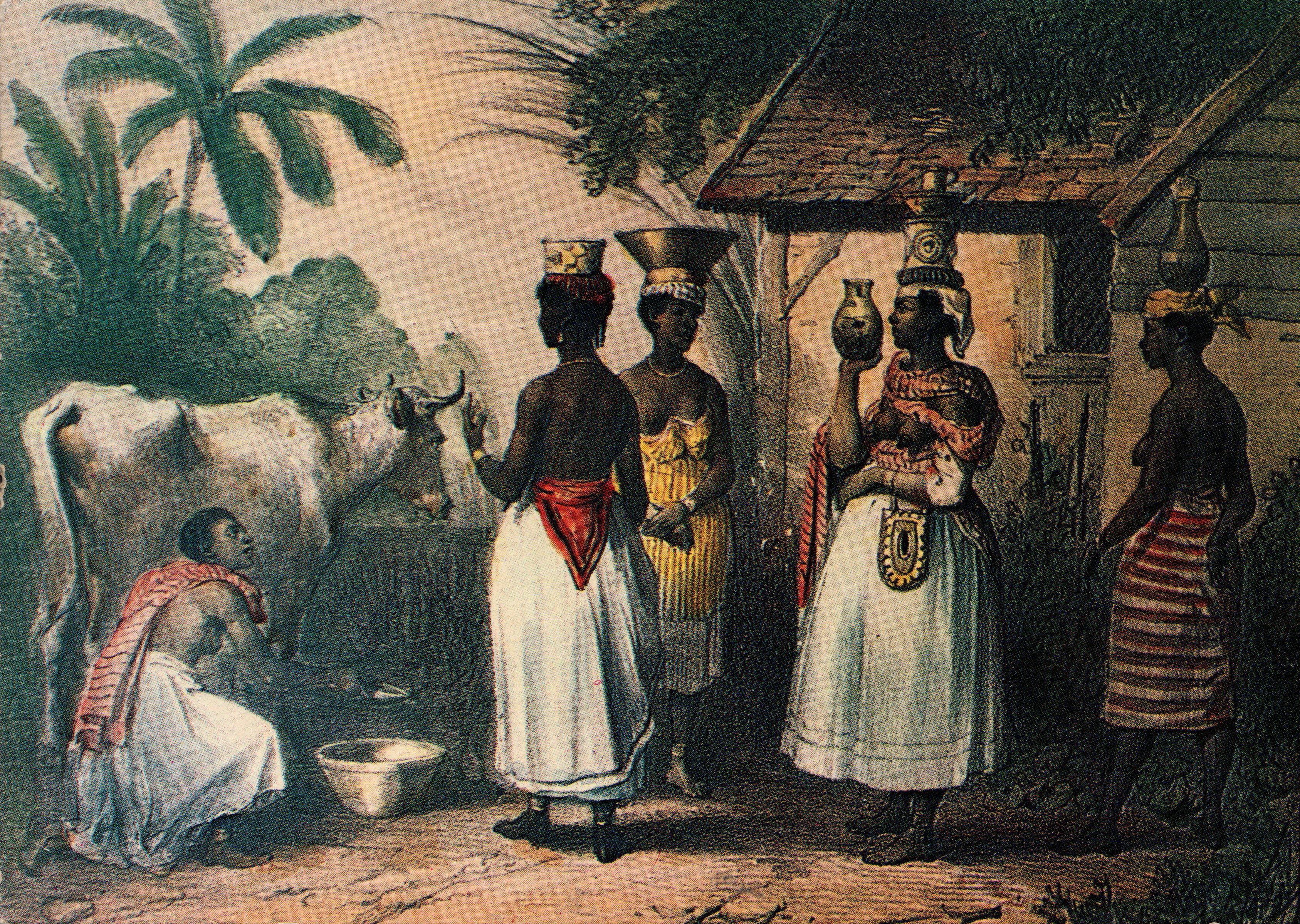
Laitière et négresses portant du lait
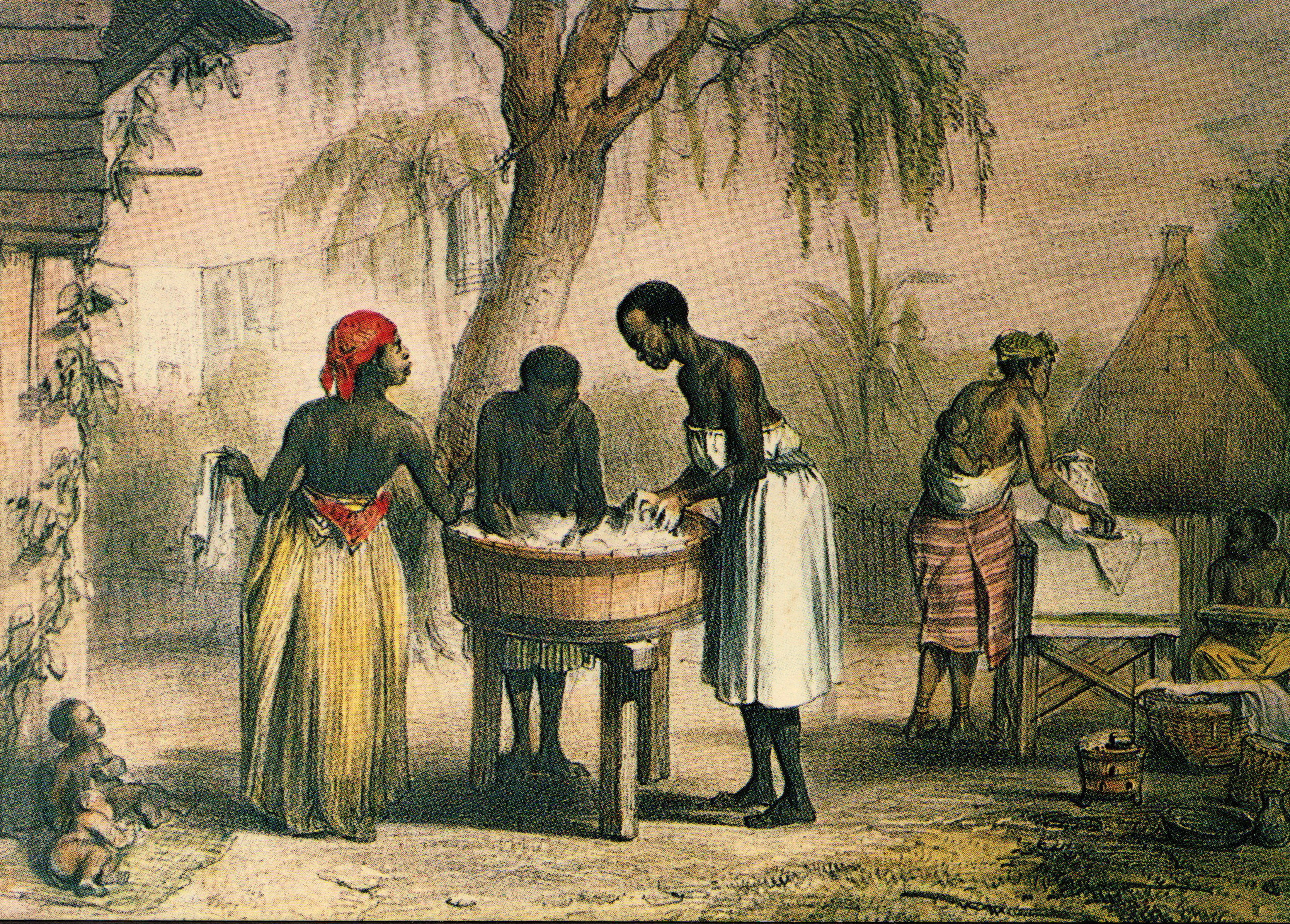
Négresses occupées à laver du linge; à droite, une négresse occupée à repasser
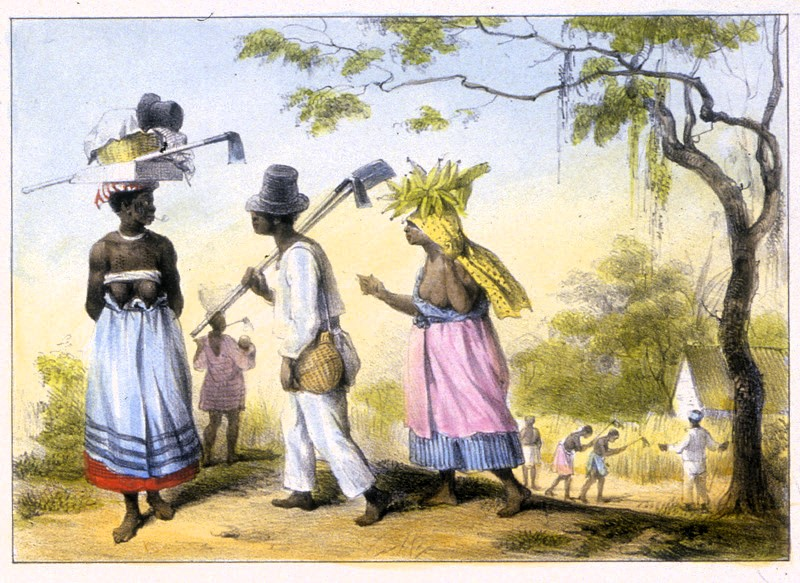
Esclaves se rendant au travail, 1831.